# Tisiphone helena
Espèce
Tisiphone helena est une espèce d'insectes lépidoptères de la famille des Nymphalidae de la sous-famille des Satyrinae et du genre Tisiphone.

## Dénomination
Tisiphone helena a été nommé par Oliff en 1888.
Synonyme : Epinephile helena Olliff, 1888

### Noms vernaculaires
Le nom vernaculaire anglais de Tisiphone helena est Helena Brown

## Description
C'est un papillon d'une envergure d'environ 60 mm. Il est de couleur marron avec une large bande jaune barrant en diagonale les antérieures et deux ocelles sur chaque aile, cerclés de beige jaune, noirs pupillés de blanc.

### Chenille
Les chenilles sont de couleur verte puis marron.

### Chrysalide
Les chrysalides  sont de couleur verte.

## Biologie

### Plantes hôtes
La chenille se nourrit sur des plantes du genre Gahnia.

## Écologie et distribution
Tisiphone helena est endémique du Queensland en Australie.

### Protection
Pas de statut de protection particulier.